# Kružberk
Kružberk är en ort i Tjeckien. Den ligger i den östra delen av landet, 240 km öster om huvudstaden Prag. Kružberk ligger 408 meter över havet och antalet invånare är 292.
Terrängen runt Kružberk är platt söderut, men norrut är den kuperad. Kružberk ligger nere i en dal. Runt Kružberk är det ganska tätbefolkat, med 86 invånare per kvadratkilometer. Närmaste större samhälle är Opava, 19,7 km nordost om Kružberk. Trakten runt Kružberk består till största delen av jordbruksmark.